# Daniel Brailovsky
Alberto Daniel Brailovsky (tudi Brailovski), argentinski nogometaš in trener, * 18. november 1958, Buenos Aires, Argentina.
Brailovsky je do danes edini nogometaš, ki je odigral tekme za tri različne državne nogometne reprezentance: Urugvaj do 20 let, Argentina in Izrael.